# NEWTON Media
NEWTON Media, a.s. je česká firma, která je poskytovatelem Media Intelligence služeb na evropském trhu. S pomocí databáze monitorovaných zdrojů, data miningu a komplexních analýz médií pomáhá zlepšovat komunikační strategie institucím v soukromém, státní i neziskovém sektoru v České republice, na Slovensku, v Polsku, ve Velké Británii a v dalších osmi zemích jihovýchodní Evropy. S využitím databáze monitorovaných zdrojů obsahující data z tisku, televize, rozhlasu, internetu a sociálních médií společnost dodává monitoring médií a následné analýzy. Monitoruje česká i zahraniční tradiční, nová a sociální média. Kvalita výstupů se opírá o více než dvacet let zkušeností v oboru, největší mediální archiv ve střední Evropě a zkušené analytiky. Patří do profesních asociací AMEC a FIBEP a získal tři zlatá ocenění za nejlepší analýzy v soutěži AMEC Awards 2016, 2017 a 2018.[zdroj?]

## Historie
Firma NEWTON Media, a.s. byla dle sbírky listin založena v roce 1994 jako NEWTON Financial Management group, ze které se v roce 1995 vyčleňuje samostatný subjekt s názvem NEWTON INFORMATION TECHNOLOGY, s.r.o., IČO: 6458097, která se pak transformoval do společnosti NEWTON Media, a.s.
V roce 2001 firma otevřela pobočku na Slovensku a o tři roky později v roce 2004 také v Polsku. Tím se společnost etablovala mezi lídry mediálního monitoringu ve střední Evropě. O deset let později pak společnost koupila většinový podíl ve slovinské společnosti MCA Grupa. Rok 2014 tak byl pro NEWTON Media rokem expanze do jihovýchodní Evropy, kdy společnost rozšířila svou působnost o Slovinsko, Chorvatsko, Bosnu a Hercegovinu, Srbsko, Makedonii, dále Albánii, Kosovo a Černou Horu.
Tradiční logo s „kolibříkem“, které firmu reprezentovalo od roku 2007, v roce 2014 Newton Media změnil v rámci rebrandingu za abstraktní barevné logo.
Roku 2017 společnost představila novou webovou aplikaci NewtonOne, která v sobě integrovala většinu media intelligence služeb firmy, včetně inovativní služby TVR Alerts. K webové aplikaci NewtonOne firma v roce 2018 přidala její mobilní verzi, která usnadňovala práci s mediálním monitoringem.

## Kontroverze
Firmu spoluzakládal, 18 let řídil a spoluvlastnil Petr Kraus, který byl pravomocně odsouzen švýcarským soudem pro podvod a praní špinavých peněz v souvislosti s privatizací společnosti Mostecká uhelná k nepodmíněnému trestu a peněžité pokutě. V Česku mu hrozilo až deset let za mřížemi za to, že vytuneloval ze společnosti Mostecká uhelná 150 milionů dolarů, což byl dle časopisu Respekt jeden z největších defraudačních případů české historie.
Petr Kraus byl spoluvlastníkem Newton Media od roku 1994 až do 11. listopadu 2012, kdy byl za nevyjasněných okolností jeho podíl prodán nebo převeden na Petra Heriana. Převod byl uskutečněn jen krátce před tím, než byly Petrovi Krausovi českými úřady v roce 2012 obstaveny běžné účty a zablokován majetek, včetně rodinného domu, v němž bydlel.

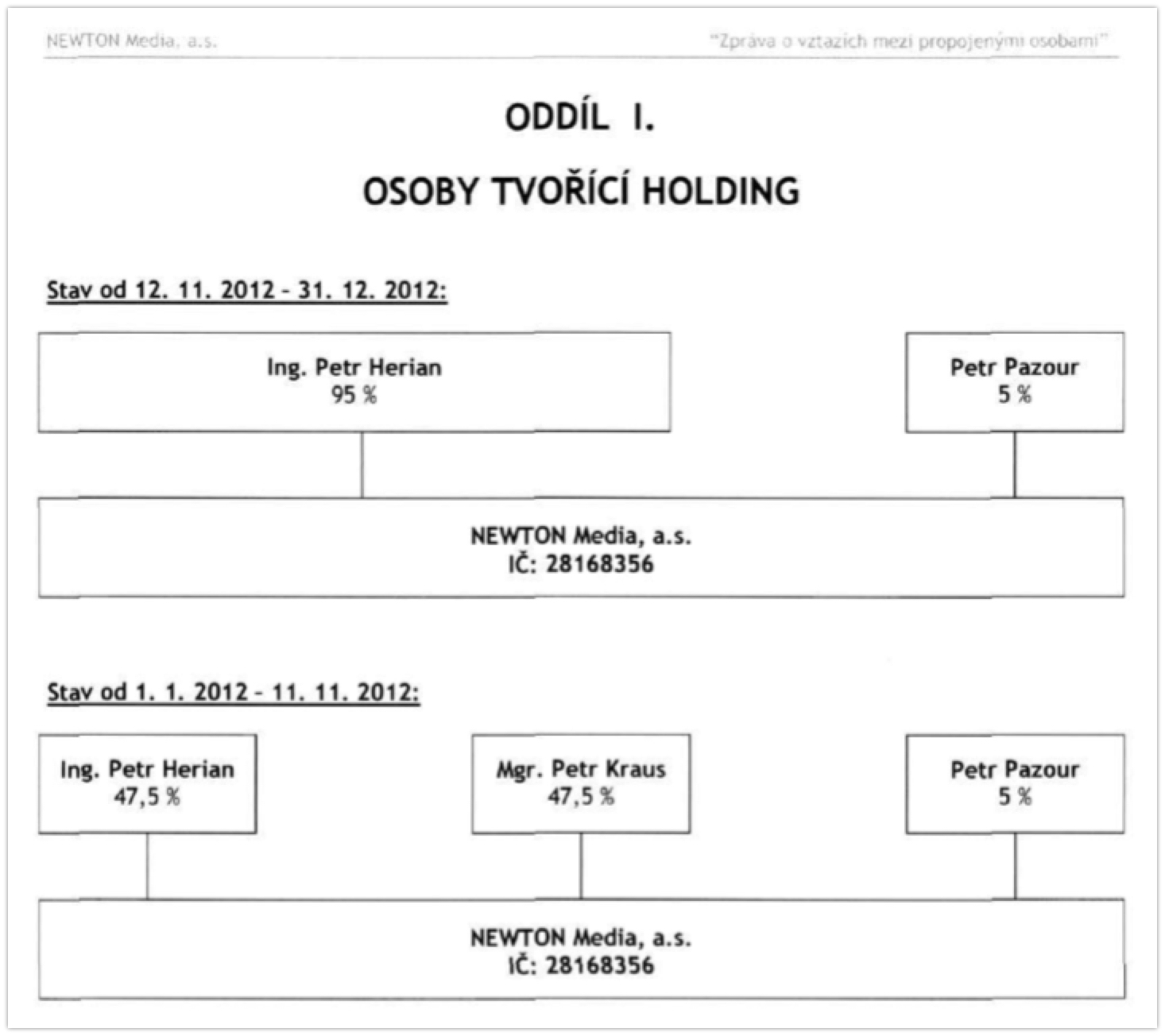
Vlastnická struktura firmy

## Vedení společnosti
1. ledna 2016 se generální ředitelkou Newtonu pro Českou republiku stala Věra Lhotská. Mezi lety 2014 až 2016 vedla společnost jako CEO Petra Mašinová a před ní Petr Herian. Po odchodu Petry Mašínové zaujal pozici Global CEO Newton Media opět Petr Herian.

## Členství v profesních organizacích a ocenění
Společnost Newton Media je členem profesních asociací AMEC a FIBEP. Je držitelem třech zlatých ocenění za nejlepší analýzy v soutěži AMEC Awards 2016, 2017 a 2018.  Firma v roce 2018 na AMEC Summitu v Barceloně vyhrála pořadatelství této konference v roce 2019. Jedna z největších konferencí o měření mediální a PR komunikace se tak měla v květnu 2019 poprvé konat v Praze..

## Hackerský útok
Firma Newton Media se stala 25. srpna 2023 cílem útoku skupiny ALPHV/BlackCat, která pomocí ransomwaru odstavila z provozu většinu serverů (včetně e-mailových), všechny služby a zašifrovala data v zálohách, účetnictví a databázích. Odhaduje se, že se skupina před samotným útokem delší dobu pohybovala uvnitř sítě, aby správně odhadla výši výkupného. Firma Newton Media se rozhodla výkupné nezaplatit. S vypořádáním se s útokem, firmě pomáhala napřiklad splečnost PATRON-IT a konkrétně etický hacker Martin Haller.[zdroj?]